# La figlia di Zorro
La figlia di Zorro (The Bandit Queen) è un film del 1950 diretto da William Berke.
È un film western a sfondo avventuroso statunitense con Barbara Britton, Willard Parker e Phillip Reed. È ambientato in California durante la corsa all'oro e vede la Britton protagonista del ruolo nel titolo, ossia la figlia di una coppia aristocratica spagnola-americana che intende vendicare la morte dei suoi genitori.

## Produzione
Il film, diretto da William Berke su una sceneggiatura di Budd Lesser e Victor West e, per alcuni dialoghi addizionali, di Orville H. Hampton, fu prodotto dallo stesso Berke per la Lippert Pictures e girato nel Vasquez Rocks Natural Area Park in California.

## Promozione
La tagline è: "EVERY MAN WAS A TARGET...for her lash...her bullets...her kisses!".

## Distribuzione
Il film fu distribuito con il titolo The Bandit Queen negli Stati Uniti dal 22 dicembre 1950 (première il 9 dicembre) al cinema dalla Lippert Pictures.
Altre distribuzioni:
- in Germania Ovest il 18 giugno 1952
- in Austria nel maggio del 1953 (Zorros Tochter)
- in Danimarca il 28 giugno 1954
- in Finlandia il 27 maggio 1955 (Zorron tytär)
- in Germania Ovest (Zorros Tochter)
- in Venezuela (La hija del Zorro)
- in Grecia (Zorro, viva desperados)
- in Italia (La figlia di Zorro)

## Accoglienza

### Critica
Secondo il Morandini è un film a basso costo con un cast "di terza fila" ed una regia che fa semplicemente il suo dovere risultando "anonima" (caratteristica questa del regista Berke "capace di sfornare anche 4 film all'anno").